# Символьное интегрирование
В математическом анализе символьное интегрирование — нахождение первообразной или неопределённого интеграла данной функции f(x), то есть поиск дифференцируемой функции F(x), такой что
{\displaystyle {\frac {dF}{dx}}=f(x).}
Обозначение:
{\displaystyle F(x)=\int f(x)\,dx.}
Термин символьное используется для отличия от численного интегрирования, в котором вычисляется конкретное значение определённого интеграла {\displaystyle \textstyle F(x)=\int \limits _{a}^{b}f(x)\,dx} по значениям f(x).
Обе задачи имели большую теоретическую и практическую значимость задолго до эры цифровых компьютеров, но теперь их исследование проводится в области информатики, так как созданы и развиваются системы компьютерной алгебры.
Поиск производной — простой процесс, для которого легко определить алгоритм. Обратная задача гораздо более сложна, зачастую интеграл от элементарной функции не представим в замкнутой форме (комбинации конечного числа элементарных функций). См. первообразная.
Процедура, называемая алгоритм Риша, способна определить, существует ли интеграл и найти его для многих классов функций. Этот алгоритм продолжает совершенствоваться.

## Примеры
{\displaystyle \int x^{2}\,dx={\frac {x^{3}}{3}}+C}
символьный результат (неопределённый интеграл), C — константа интегрирования;
{\displaystyle \int \limits _{-1}^{1}x^{2}\,dx={\frac {2}{3}}}
символьный результат (определённый интеграл);
{\displaystyle \int \limits _{-1}^{1}x^{2}\,dx\approx 0{,}6667}
численный результат для данного примера.

## Справочники
- Symbolic Integration 1 (transcendental functions) by Manuel Bronstein, 1997 by Springer-Verlag, ISBN 3-540-60521-5
- Joel Moses, Symbolic integration: the stormy decade, Proceedings of the second ACM symposium on Symbolic and algebraic manipulation, p.427-440, March 23-25, 1971, Los Angeles, California, United States
- K.O. Geddes and T.C. Scott, Recipes for Classes of Definite Integrals Involving Exponentials and Logarithms, Proceedings of the 1989 Computers and Mathematics conference, (held at MIT June 12, 1989), edited by E. Kaltofen and S.M. Watt, Springer-Verlag, New York, (1989), pp. 192—201.
- K.O Geddes, M.L. Glasser, R.A. Moore and T.C. Scott, Evaluation of Classes of Definite Integrals Involving Elementary Functions via Differentiation of Special Functions, AAECC (Applicable Algebra in Engineering, Communication and Computing), vol. 1, (1990), pp. 149—165,  (недоступная ссылка)